# Doutnacia ammophila
Doutnacia ammophila is een springstaartensoort uit de familie van de Tullbergiidae. De wetenschappelijke naam van de soort is voor het eerst geldig gepubliceerd in 1998 door Pomorski & Skarzynski.